# Manfred Schmid (calciatore)
Manfred Schmid (Vienna, 20 febbraio 1971) è un allenatore di calcio ed ex calciatore austriaco, di ruolo centrocampista, tecnico dell'Hartberg.

## Palmarès

### Giocatore
- Campionato austriaco: 3

Austria Vienna: 1990-1991, 1991-1992, 1992-1993
- Coppa d'Austria: 2

Austria Vienna: 1991-1992, 1993-1994
- Supercoppa d'Austria: 4

Austria Vienna: 1990, 1991, 1992, 1993